# Kalandorok (film, 1967)
A Kalandorok (Les Aventuriers) egy 1967-ben bemutatott, Robert Enrico által rendezett,  olasz–francia koprodukcióban készült film, Alain Delon, Joanna Shimkus, Lino Ventura és Serge Reggiani főszereplésével. A címe és látványos jelenetei ellenére sokkal inkább drámának, mintsem kalandfilmnek tekinthető, Franciaországban és Afrikában játszódó Kalandorok igen nagy sikert aratott a magyar mozikban is. A film füttyös-zongorás zeneszáma örökzöld sláger lett.

## Cselekmény
|  | Alább a cselekmény részletei következnek! |

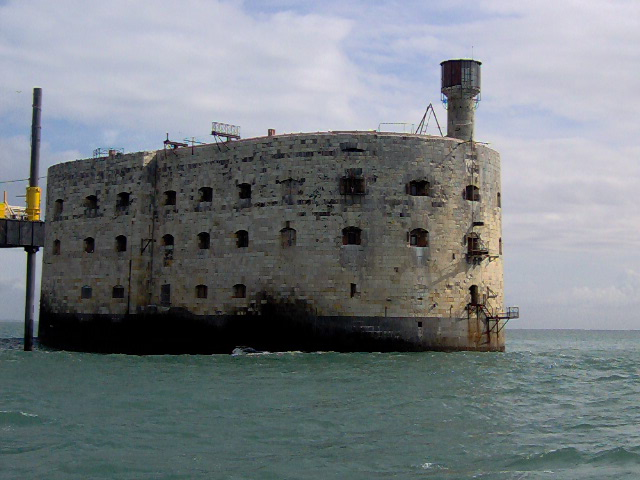
Fort Boyard erődje, a végső leszámolás színhelye

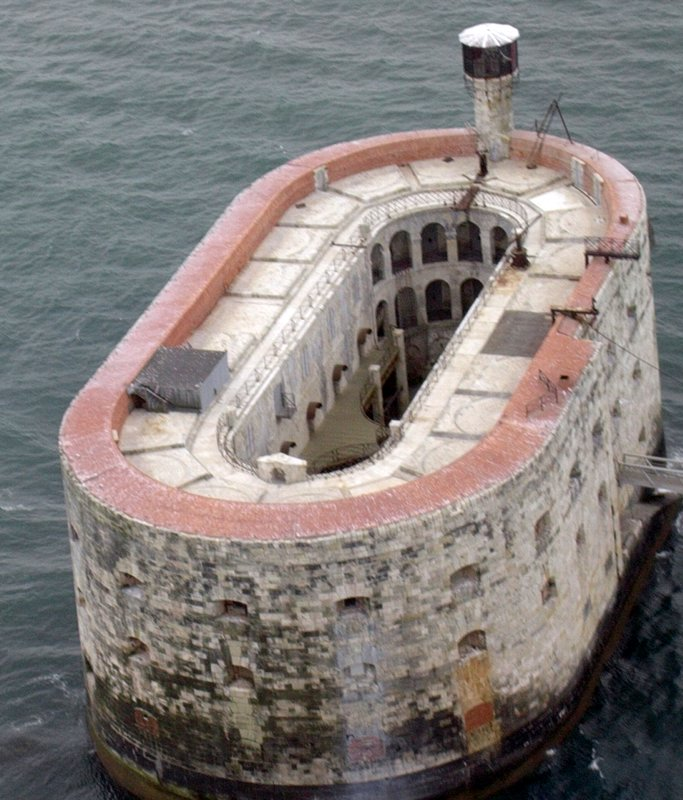
Fort Boyard képe a levegőből

Franciaország, valahol Párizs környéke, 1967-ben. Manu és Roland, a két jóbarát életük álmát próbálják megvalósítani. Roland egy új gyorsulási versenykocsit épít, mellyel messze verni lenne képes a hasonló kocsikat. Manu, a sportpilóta komoly megbízást kap: filmkamerával a háztetők magasságában repüljön végig a Champs-Élysées felett, majd a diadalív alatt. Ha sikerül, hatalmas pénz üti a markát, és híres is lesz. Egy napon a város szélén, egy mezőn álló roncstelepükre és garázsukba egy Laetitia nevű fiatal lány toppan be, rozsdás karosszériaelemek és egyéb alkatrészek érdeklik. Nem értik, ezek mire kellenek neki, ekkor bemutatja tudományát, az ócska alkatrészekből hegesztőpisztollyal pop-art műalkotásokat készít hamarosan nyitó kiállítására. Ha jól fogadják, egyenes útja van a sikerhez. Hamarosan elválaszthatatlan barátok lesznek, és együtt készülnek álmaik megvalósítására.
Az események azonban rossz irányba mennek. Roland kocsija kigyullad, minden beleölt pénze odalesz. Laetitia kiállítását fanyalogva fogadják a kritikusok, a karrier csak álom marad. Manu végigrepül a sugárút felett, ám amikor át akar repülni a diadalív alatt, észreveszi, hogy felhúzták alatta a nagy trikolórt, félre kell rántania a gépet. Az akcióért örökre bevonják a repülőengedélyét. Mikor a megbízót telefonon felhívja, hogy magyarázatot és valami pénzt követeljen, kuncogva lerakják a telefont. Barátjával személyesen felkeresi az illetőt, ahol kiderül, csak egy csúnya becsapás és tréfa áldozata volt. Kettétört pályafutása miatt kissé erélyesebben kér kártérítést, mire az illető néhány pofon után felajánl egy térképet, amely egy Kongóban a part mentén a tengerbe zuhant, gyémántokat szállító repülőgép helyét ábrázolja. A kincs megtalálója igen nagy részesedésre lenne jogosult a zsákmányból. Manu, Roland és Laetitia mindenüket pénzzé teszik, és elindulnak kincskeresésre Afrikába.
Egy nyomorúságos partmenti városkában egy kétárbócos, motoros szkúnert bérelnek, s készülődnének a merülésekhez. Eközben a városkában egy ágrólszakadt fehér férfi bolyong, a lezuhant gép megmenekült pilótája. A hazatérésre esélye sincs, az éhhalál várja Afrikában. Egyetlen esélye, hogy a szemlátomást kincskeresésre induló Manuék hajóján munkát kapjon, akár csak élelemért is, azonban elutasítják. Manuék a parttól pár száz méterre megkezdik a merüléseket, de semmit sem találnak. Míg a két férfi merül, a pilóta fellopódzik a hajóra. Fegyverét rájuk fogva kényszeríti őket története meghallgatására:
A lázongások miatt a fehérek menekülnek az országból, egy gazdag belga kereskedő több százmilliót érő gyémántjaival, zsoldosok fedezékében, terepjárón menekül, majd egyenest a rá már beindított motorral váró kisgépre száll. A zsoldosok vezére és a pilóta is tud a szállítmányról. Indulás után nem sokkal trópusi viharba kerülnek, és a parttól pár száz méterre a tengerbe lezuhannak. A belga a csuklójára bilincselt kazettákkal együtt a gépben reked, ám neki sikerül megmenekülnie.
Ezután elmondja, Manuék rossz helyen keresgélnek, a gép 8 mérfölddel odébb zuhant le egy sziklás partszakaszon, ahol ő megjelölte az egyik sziklát. Mindent elmond, de cserébe részt kér a zsákmányból.
Noha egyáltalán nem bíznak benne, elindulnak az új helyre, ahol meg is találják a víz alatt a repülőgépet, a halott utas csuklójára bilincselve a gyémántokkal teli kazettákat. Mikor feljönnek, örömujjongásban törnek ki, nem sejtik, hogy a partról a mindenre elszánt, szintén a kincset kereső zsoldosok figyelik őket. A kincset négy részre osztják, elmondják egymásnak vágyaikat. Laetitia egy, a tengerben álló egykori erődöt szeretne megvenni. Rolandnak titokban elárulja hogy szereti, és vele akar élni, bár tudja, Manu meg őt szereti.
A kezdeti ellenszenv után a két pilóta is kezd összebarátkozni, azonban váratlanul rendőrmotoros köt ki mellettük, rajta az önmagukat rendőrnek álcázó zsoldosok, ám a pilóta felismeri őket. Ő lő elsőnek, tűzharc tör ki, a zsoldosok elmenekülnek, de Laetitia halálos lövést kap. Noha a pilóta azzal védekezik, mindnyájukat megölték volna, Manu első dühében mégis majdnem lelövi, Roland menti meg tőle. Megkapja a részét, majd csónakba rakják, és elvágják a tartókötelet, Laetitiát a tengerbe temetik. Dúsgazdag, de meghasonlott, boldogtalan, önvádló emberekként térnek haza.
Otthon megpróbálják a lány örököseit felkutatni, ám nem sokat tudnak róluk. Egy eldugott kis hegyi falucskában egy idős házaspárt keresnek fel, akik elmondják, Laetitia családját elvitték a németek, a lány maradt meg egyedül, akit ők bújtattak a háború alatt. Később érte jött a nagybátyja, azután már ő nevelte. La Rochelle városától pár kilométerre, az aprócska Aix szigetén él a család.
Manu és Roland következő útja a szigetre vezet, ahol Laetitia nagybátyja a helyi kis fűszeresbolt tulajdonosa. Míg este hazaér, ketten ellátogatnak a helyi kis múzeumba, ahol megismerkednek egy 12 év körüli, kedves és segítőkész fiúval, aki a múzeum pénztárosa és idegenvezetője is egyben. Este visszamennek a családhoz, akik nagyon furcsán, szinte ellenségesen beszélnek Laetitiáról. Amikor megtudják, a lány meghalt, próbálnak megdöbbent lenni, de nem túl nagy sikerrel. Megkapják Laetitia kevés személyes tárgyát, mint hagyatékot. Már elmenni készülődnek, amikor betoppan a kisfiú a múzeumból. Kiderül, ő a család egyetlen fia, Laetitia unokatestvére, egyetlen örököse. Ekkor előveszik a náluk lévő táskát, majd kiraknak az asztalra százmillió frankot tízmilliós kötegekben mint Laetitia jogos és törvényes hagyatékát, azzal a megkötéssel, hogy a fiúé lesz, amint eléri a nagykorúságot. A lány haláláról nem szólnak neki.
Másnap a kisfiú közli, ő is tud egy kincset. A városkától pár száz méterre, a tengeren áll egy furcsa, régi erőd, rögtön felismerik, ez az a hely, amit Laetitia meg akart venni. Motorcsónakkal odamennek, ahol a kisfiú elárulja a titkot, egy halom világháborús német fegyvert talált: sisakokat, pisztolyokat, töltényeket, gránátokat, mind működnek.
A vár meglátogatása után Roland és Manu elválnak. Roland a falucskában marad. Manu Párizsba megy, megpróbál felejteni. Belemerül a nagyvilági életbe, de nem tud az eseményeken túljutni. Kaszinókba jár, a repülősklubban is meggondolatlanul szórja a pénzt, aranyérmékkel fizet, nem is sejti, hogy a zsoldosok már eljutottak hozzá, titokban figyelik. Már a pilótát is elfogták, de az nem hajlandó Manut beazonosítani, ezért lelövik. Manut tovább követik.
Manu elmegy Aix-be meglátogatni a barátját, az erődben találja meg. Roland elmeséli, Laetitia emlékére az egészet megvette, afféle tengeren álló szállodának akarja átépíteni. Manut is bevenné társnak mint a helikopteres vendégszállító szolgálat vezetőjét. Beszélgetésüket a zsoldosok érkezése zavarja meg, akik géppisztolyokkal felfegyverkezve megadásra szólítják fel őket, nem tudván az erődben porosodó fegyverekről. Manu és Roland az ellenállást választják, fedezékről fedezékre rohanva lejutnak a pincébe a fegyverekért, majd komoly tűzharc következik. Az erőd tetején Manunak kifogy a tölténye, amikor utánpótlásért futna, egymás után több golyót is kap, de nem hal meg azonnal. Ezt látva a bosszúszomjas Roland egy köteg nagyerejű kézigránátot hoz fel a pincéből, amivel minden teketória nélkül egyenként végez a zsoldosokkal. Az utolsónak maradt, menekülő vezért is gránátokkal végzi ki.
Visszarohan a várfokra, ahol a haldokló Manunak azt hazudja, Laetitia elmondta neki, hogy Manut szerette és vele akart élni. Manu utolsó erejével rámosolyog, vén hazudósnak nevezi, majd Roland karjaiban hal meg. Az egyedülálló, középkorú, család, rokonok nélküli Roland szerelme után egyetlen barátját is elveszítette az elátkozott kincs után hajszában.
|  | Itt a vége a cselekmény részletezésének! |

## A film zenéje
ISWC T-003.005.881-1, illetve T-004.011.601-5 (filmzene) adat: https://repertoire.sacem.fr
A film slágere mélabús füttyre, zaklatott zongorafutamokra és szaggatott vonósokra épülő zenéje igen nagy siker, gyakorlatilag örökzöld sláger lett. A dallamhoz később Laetitia címmel szöveget is írtak, s Alain Delon énekelte, aki maga is a film egyik főszereplője. A fütty a dalszövegben említett kismadárra utal: Un oiseau chantait tout pri's de moi (egy kismadár énekelt nekem róla).

## A film magyarországi forgalmazása és fogadtatása
A szokatlan témájú, egyedi hangulatú, látványos kalandelemeket a drámával ötvöző film igen nagy sikert aratott világszerte. Magyarországon feliratos változatban 1968 körül mutatták be a mozikban, heteken keresztül teltházakkal vetítették, a film dallamát az emberek az utcán fütyülték. A filmet a teljes négyéves forgalmazási időszak alatt rendszeresen műsorra tűzték a magyar mozik. A szinkronizált változatot több alkalommal is leadták televíziós csatornákon. Az eredeti hangot és szinkront is tartalmazó DVD-változatot a Klub Publishing Kft. kiadó jelentette meg, 2008 körül.

## Főszereplők
| Szerep                                    | Színész           | Magyar hangja (1. szinkron) |
| ----------------------------------------- | ----------------- | --------------------------- |
| Manu Borelli sportpilóta                  | Alain Delon       | Rátóti Zoltán               |
| Roland Darbant versenyautóépítő és -sofőr | Lino Ventura      | Szilágyi Tibor              |
| Laetitia Weiss, szobrásznő                | Joanna Shimkus    | Kováts Adél                 |
| A lezuhant gép pilótája                   | Serge Reggiani    | Végvári Tamás               |
| Ballonkabátos zsoldosvezér                | Hans Meyer        | Vass Gábor                  |
| Bérgyilkos                                | Guy Delorme       | (n. a.)                     |
| Kyobaski, producer                        | Valéry Inkijinoff | (n. a.)                     |
| Kyobaski titkárnője                       | Irène Tunc        | Jani Ildikó                 |
| Yvette                                    | Odile Poisson     | Balogh Erika                |
| Biztosítási ügynök                        | Paul Crauchet     | Pathó István                |

## Ajánló
- https://www.youtube.com/watch?v=22BN3BZyXzo Mozielőzetes
- https://www.youtube.com/watch?v=PY1HeYhx5AY&NR=1/ A film dala Delon előadásában